# Agustín Oliveros
Agustín Oliveros Cano (Montevideo, Uruguay; 17 de agosto de 1998) es un futbolista uruguayo. Juega de lateral izquierdo o defensa central y su equipo actual es el Club Necaxa de la Liga MX de México. Es internacional absoluto por la selección de Uruguay desde 2020.

## Trayectoria
Oliveros comenzó su carrera en el Racing de Montevideo.
El 13 de febrero de 2020, Oliveros fue cedido al Nacional.
Llegó al Club Necaxa mexicano en mayo de 2021.

## Selección nacional
Disputó dos encuentros con la selección sub-23 de Uruguay en el Torneo Preolímpico Sudamericano Sub-23 de 2020.
Debutó con la selección de Uruguay el 17 de noviembre de 2020 ante Brasil.

## Estadísticas
Actualizado al último partido disputado el 17 de septiembre de 2023.
| Club               | Div.          | Temporada     | Liga  | Liga  | Copas nacionales | Copas nacionales | Copas internacionales | Copas internacionales | Total | Total |
| Club               | Div.          | Temporada     | Part. | Goles | Part.            | Goles            | Part.                 | Goles                 | Part. | Goles |
| ------------------ | ------------- | ------------- | ----- | ----- | ---------------- | ---------------- | --------------------- | --------------------- | ----- | ----- |
| Racing · Uruguay   | 1.ª           | 2018          | 5     | 0     | —                | —                | —                     | —                     | 5     | 0     |
| Racing · Uruguay   | 1.ª           | 2019          | 17    | 1     | —                | —                | —                     | —                     | 17    | 1     |
| Racing · Uruguay   | Total club    | Total club    | 22    | 1     | 0                | 0                | 0                     | 0                     | 22    | 1     |
| Nacional · Uruguay | 1.ª           | 2020          | 30    | 1     | —                | —                | 7                     | 0                     | 37    | 1     |
| Nacional · Uruguay | Total club    | Total club    | 30    | 1     | 0                | 0                | 7                     | 0                     | 37    | 1     |
| Necaxa · México    | 1.ª           | 2021-22       | 22    | 0     | —                | —                | —                     | —                     | 22    | 0     |
| Necaxa · México    | 1.ª           | 2022-23       | 35    | 3     | —                | —                | —                     | —                     | 35    | 3     |
| Necaxa · México    | 1.ª           | 2023-24       | 7     | 0     | —                | —                | —                     | —                     | 7     | 0     |
| Necaxa · México    | Total club    | Total club    | 64    | 3     | 0                | 0                | 0                     | 0                     | 64    | 3     |
| Total carrera      | Total carrera | Total carrera | 116   | 5     | 0                | 0                | 7                     | 0                     | 123   | 5     |

## Palmarés

### Títulos nacionales
| Título                      | Club     | País    | Año  |
| --------------------------- | -------- | ------- | ---- |
| Primera División de Uruguay | Nacional | Uruguay | 2020 |
| Supercopa Uruguaya          | Nacional | Uruguay | 2021 |